# Kim Delaney
Kim Delaney (Philadelphia, 29 november 1961) is een Amerikaans actrice van Ierse afkomst. Ze speelde onder meer Detective Diane Russell in meer dan honderd afleveringen van NYPD Blue. Daarmee won zij in 1997 een Emmy Award en werd ze genomineerd voor onder meer een Golden Globe in zowel 1998 als 1999. Ze maakte in 1985 haar debuut op het witte doek als Cathy Carlson in het misdaaddrama That Was Then... This Is Now.
Delaney maakte in 1983 haar acteerdebuut als Cathy in de televisiefilm First Affair. Sindsdien speelde ze meer dan vijftien filmrollen, meer dan dertig inclusief die in televisiefilms. Het grootste gedeelte van haar cv bestaat uit rollen in televisieseries. Delaney speelde wederkerende personages in meer dan 240 afleveringen van verschillende series. Haar meest omvangrijke rollen daarin waren die als Diane Russell in NYPD Blue , Alex Devlin in Tour of Duty en die als Claudia Joy Holden in Army Wives.
Delaney scheidde in 1994 van acteur Joseph Cortese, sinds 1989 haar tweede echtgenoot. Met hem kreeg ze in 1990 zoon Jack Cortese. Van 1984 tot en met 1988 was ze getrouwd met acteur Charles Grant.

## Filmografie
*Exclusief 15+ televisiefilms
- Tone-Deaf (2019)
- God Bless the Broken Road (2018)
- 10.5: Apocalypse (2006, televisiefilm)
- Mission to Mars (2000)
- Temptress (1995)
- Serial Killer (1995)
- Darkman II: The Return of Durant (1995)
- Project: Metalbeast (1995)
- The Force (1994)
- Body Parts (1991)
- Hangfire (1991)
- The Drifter (1988)
- Campus Man (1987)
- Hunter's Blood (1986)
- The Delta Force (1986)
- That Was Then... This Is Now (1985)

## Televisieseries
*Exclusief eenmalige gastrollen
- The Oath - Abigail (2018-2019, zeven afleveringen)
- Chicago Fire - Jennifer Sheridan (2018, twee afleveringen)
- Murder in the First - Nancy Redman (2016, twee afleveringen)
- To Appomattox - Mary Todd Lincoln (2015, vier afleveringen)
- Army Wives - Claudia Joy Holden (2007-2012, 104 afleveringen)
- Law & Order: Special Victims Unit - Captain Julia Millfield (2007, twee afleveringen)
- The O.C. - Rebecca Bloom (2005, vijf afleveringen)
- NYPD Blue - Det. Diane Russell (1995-2003, 119 afleveringen)
- CSI: Miami - Megan Donner (2002, tien afleveringen)
- Philly - Kathleen Maguire (2001-2002, 22 afleveringen)
- Tour of Duty - Alex Devlin (1989-1990, achttien afleveringen)
- L.A. Law - Leslie Kleinberg (1987, vier)
- All My Children - Jenny Gardner Nelson (1981-1984, vijftien afleveringen)

- Biblioteca Nacional de España: XX1166063
- Gemeinsame Normdatei: 1131116658
- International Standard Name Identifier: 0000 0000 5039 5320
- Library of Congress Control Number: no00092471
- Système universitaire de documentation: 243280203
- Virtual International Authority File: 14973502